# Sobreactuación
La sobreactuación o sobreactuar se refiere a la actuación que es exagerada. El exceso de sobreactuación se puede ver de forma negativa o positiva.